# CSM Târgoviște
CSM Târgoviște este un club sportiv din Târgoviște, România. Clubul este activ și aparține elitei românești în mai multe sporturi . Atât secțiile sale de baschet, cât și cele de volei feminin au devenit campioane ale României. Echipa de baschet a fost campioană de 11 ori (1995, 1996, 2002, 2003, 2004, 2005, 2007, 2009, 2010, 2012, 2014) și a câștigat de 9 ori Cupa României (2002, 2003, 2004, 2005, 2007, 2009, 2010, 2012, 2013, 2017). Echipa feminină de volei a devenit campioană a României în 2021 și a câștigat Cupa și Supercupa României în 2016.

## Baschet feminin
Clubul a fost înființat în 1991 și a câștigat primul titlu de campioană la Baschet în anul 1995. 
La Baschet feminin, CSM Târgoviște este deținătoarea a douăsprezece titluri de Campioană a României, nouă Cupe ale României și a Supercupei României în anul 2017. În 2010, CSM Târgoviște a reușit să ajungă până în sferturile Eurocupei, unde a pierdut împotriva echipei Dynamo Kursk.

## Volei feminin
La Volei feminin, CSM Târgoviște a câștigat titlul de Campioana a României in anul 2021, este deținătoarea unei Cupe a României și a unei Supercupe a României.

## Lotul actual
Actualizată la data de 6 februarie 2013.
| - 04 Claudia Pop - 10 Maja Miljković - 11 Ivanka Matić - 12 Ksenia Tikhonenko - 13 Florina Pașcalău - 14 Jillian Robbins - 15 Andreea Huțanu - 21 Romina Filip - 24 Ancuța Stoenescu - 31 Matee Ajavon - 44 Gabriela Mărginean - 0 Ashley Walker - 0 Jori Davis |

## Palmares
- Campioana României la Baschet Feminin: 1995, 1996, 2002, 2003, 2004, 2005, 2007, 2009, 2010, 2012, 2014, 2015.
- Cupa României la Baschet Feminin: 2002, 2003, 2004, 2005, 2007, 2009, 2010, 2012, 2013, 2017.
- Supercupa României la Baschet Feminin 2014.

- Campioana României la Volei Feminin: 2021.
- Cupa României la Volei Feminin: 2016.
- Supercupa României la Volei Feminin 2016.

## Legături externe
- Profil FIBA Europa
- CSM Târgoviște/volei